# Kompleks crkve i samostana sv. Franje Ksaverskog u Zagrebu
Kompleks crkve i samostana sv. Franje Ksaverskog sastoji se od manje barokne crkva smještene u sklopu istoimenog samostana u kojem su smješteni franjevci trećeredci (glagoljaši). To je bila hodočasnička crkva s kalvarijom i križnim putem. Nalazi se u gradskoj četvrti Gornji grad - Medveščak, u Jandrićevovoj ulici na Ksaveru na sjevernom izlazu iz grada prema Medvednici.
Kompleks crkve i samostana sv. Franje Ksaverskog zaštićeno je kulturno dobro Republike Hrvatske.

## Povijest crkve
Perivoj sv. Franje Ksaverskog jedan je od najstarijih objekata parkovne arhitekture u Zagrebu, njegovi početci sežu u 17. stoljeće, kad su isusovci stigavši u Zagreb 1603. godine tu kupili zemljište i izgradili svoj ljetnikovac sv. Ksaver 1608. godine. Povodom kanonizacije sv. Franje Ksaverskoga, grof Nikola Mirko Erdödy dao je izgraditi kapelu sv. Franje Ksaverskog (1658. – 1675.) u blizini isusovačkog ljetnikovca. Ta kapela je bila obnavljana u više navrata 1675., 1690., i 1715. godine.  
Ksaver od 1688. godine postaje značajno hodočasničko mjesto u Hrvatskoj, pretpostavlja se da je 1720. godine izgrađen barokni perivoj s kalvarijom i križnim putom.

### Gradnja crkve
Crkva sv. Franje Ksaverskog počinje se graditi 1748. godine za biskupa Jurja Branjuga, nešto sjevernije od stare kapele, pod nadzorom isusovca Matije Jušića. Gradnja je trajala do 1752. godine, i to po idejama biskupa Branjuga. To je manja jednobrodna longitudinalna građevina s kupolom nad svetištem, karakterističnom za hodočasničke crkve. Glavna fasada je podijeljena snažnim pilastrima i vijencima u tri vodoravna i tri okomita polja. Veliko stubište na ulaz u crkvu dovršeno je 1754., do 1756. godine podignuti su i pokrajnji oltari, a glavni oltar na koji je smještena slika sv. Franje Ksaverskog, podignut je 1757. godine. Hortikulturno je uređena skladna zelena aleja koja vodi do crkve, uz postojeće postaje kalvarije.
Stara kapela je srušena 1758. godine, a isusovci na prostoru između nje i nove crkve sade drveće i uređuju gaj, preuređuju križni put od Kalvarije do ulaznoga portala prema cesti koja vodi u Šestine. Umjesto 14 postaja križnoga puta postavljaju samo njih 12. 
Isusovački red je ukinut 1773. godine, reformom cara Josipa II., crkva sv. Franje Ksaverskog postaje područna kapela župe sv. Marka. Tad počinje zapuštanje crkve i parka, tada isusovački ljetnikovac kupnjom prelazi u vlasništvo porodice Mallin. Zagrebački biskup Juraj Haulik pokreće 1840. godine obnovu Kalvarije, mijenja drvene križeve postavljajući kamene. Crkva je djelomično obnovljena 1896. godine. Povodom proslave hrvatskoga kraljevstva 1925. udruženje Hrvatska žena pokreće akciju za obnovu crkve i perivoja sv. Franje Ksaverskog. Križni put i Kalvarija obnavljaju se temeljito 1925. godine prema nacrtu arhitekta Ćirila Ivekovića.

### Izgradnja samostana
Cijeli sklop s crkvom predan je na korištenje franjevcima trećoredcima (glagoljašima) 20. kolovoza 1923. godine. Oni po projektu arhitekta Brune Bauera počinju 1925. podizati samostanske zgrade, u tri faze (1925., druga 1930. i treća faza 1938.). Nakon Drugog svjetskog rata 1949. Konzervatorski zavod Hrvatske izvršio je obnovu crkve, 1983. godine obnovljena je kupola, 1981. godine izgrađena je nova zgrada u sklopu samostana po projektu Berislava Vinkovića. Od 1989. do 1996. izvedena je temeljita sanacija samostanskog kompleksa. Nadbiskup Alojzije Stepinac osnovao je župu sv. Franje Ksaverskog 24. kolovoza 1942. godine, on je nakon Drugoga svjetskog rata osobno vodio križni put na Kalvariji sv. Franje Ksaverskog i održao propovijed.
Samostan sv. Franje Ksaverskog, glavni je samostan Provincije franjevaca trećoredaca glagoljaša u Hrvatskoj. U njemu je provincijalovo sjedište od 1927. godine te odgojni zavod redovničkih gimnazijalaca i studenata. Samostan ima knjižnicu s 14 000 naslova i zbirku slika Zlatka Šulentića koji je bio susjed redovnika.

## Galerija
- Prednje pročelje crkve
- Pogled na crkvu i samostan s pristupne ulice
- Skulptura ispred ulaza u crkvu
- Unutrašnjost crkve

## Vanjske poveznice
- Samostan i crkva sv. Franje Ksaverskog, Zagreb  Arhivirana inačica izvorne stranice od 14. travnja 2016. (Wayback Machine)